# Флавий Январин
Фла́вий Январи́н (лат. Flavius Ianuarinus) — государственный деятель Римской империи первой половины IV века, консул 328 года (вместе с Веттием Юстом).
О Январине не сохранилось более никаких сведений. Однако, возможно, его можно отождествить с неким Январином, бывшим в 319 году викарием диоцеза Мёзия, а в 320 — викарием Рима.
В Арле был найден христианский саркофаг его жены, Марции Романы Цельсы, умершей после 328 года.